# Johann Sebastian Bach (Maler)

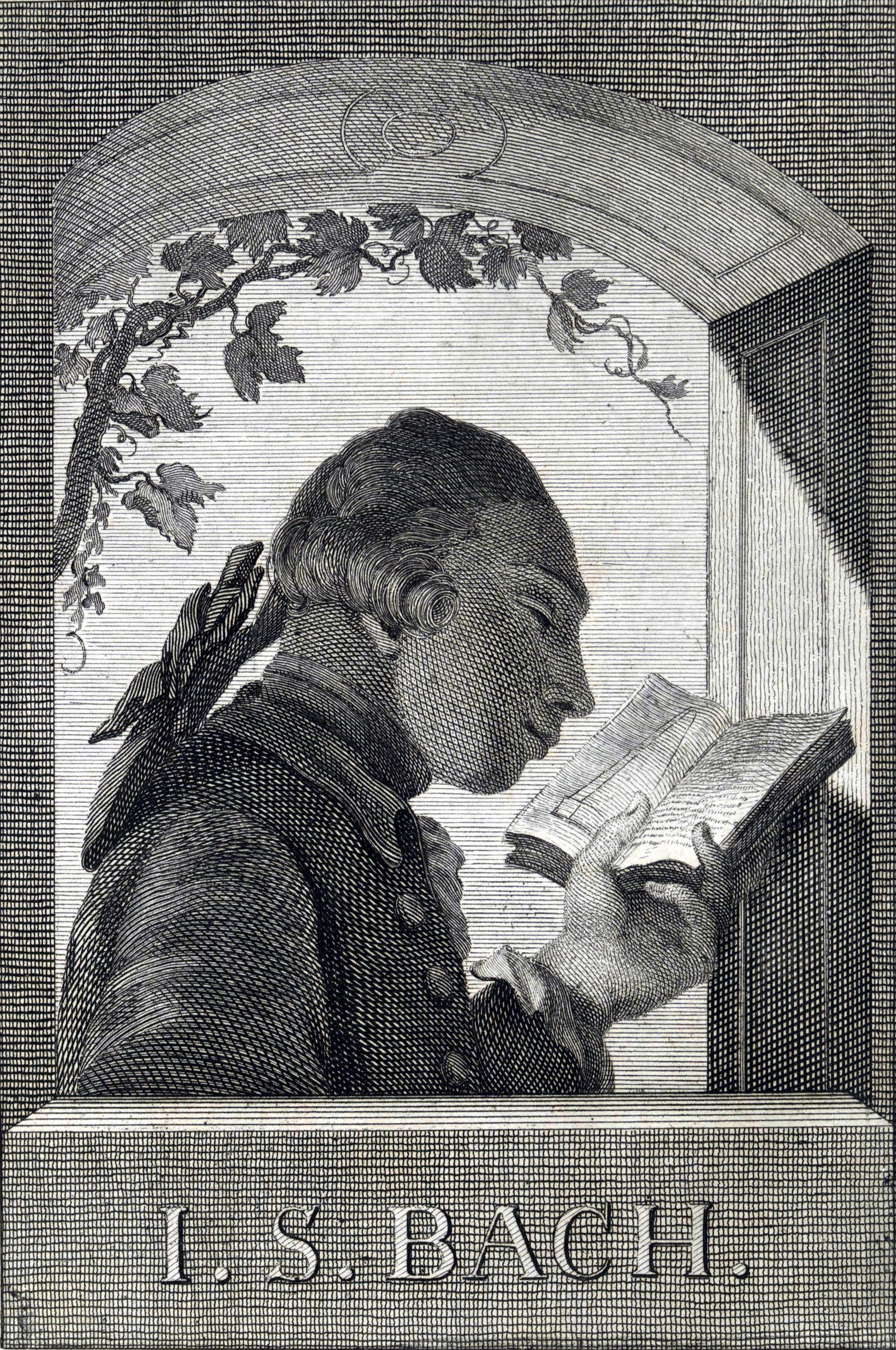
Porträt von Griessmann

Johann Sebastian Bach (auch Johann Samuel Bach; * 26. September 1748 in Berlin; † 11. September 1778 in Rom) war ein deutscher Zeichner und Maler aus der Familie Bach.

## Leben
Er war ein Sohn von Carl Philipp Emanuel Bach und somit ein Enkel des Komponisten und Thomaskantors gleichen Namens. Carl Philipp Emanuel Bach soll gegenüber Friedrich Rochlitz über seinen Sohn gesagt haben: „In dem will ich der Welt einmal alles hinterlassen, was ich von meinem großen Vater gelernt und dann selbst gefunden habe.“ Johann Sebastian der Jüngere entzog sich später diesem Erwartungsdruck, indem er den Vornamen seines Großvaters ablegte und sich fortan Johann Samuel Bach nannte.
Bach studierte u. a. bei Adam Friedrich Oeser in Leipzig. Im Mai 1773 siedelte er nach Dresden über und im Februar 1776 verlegte er seinen Wohnsitz nach Hamburg, wo sein Vater städtischer Musikdirektor war. Im September 1776 brach er zu einer Studienreise nach Rom auf, wo er bald nach seiner Ankunft im Februar 1777 einen „von ihm selbst vernachlässigten und von den unwissenden Römischen Wundärzten schlecht behandelten Schaden“ erlitt. Sein Vater schickte mehrfach Geld für die Behandlung nach Italien, doch musste J. S. Bach „in 5 Monaten 3 der schrecklichsten Operationen auf Leben und Tod“ durchleiden (worunter man beim damaligen Stand der Wundmedizin wohl Amputationen verstehen muss, die damals noch ohne Narkose ausgeführt wurden). Schließlich verstarb er nach anderthalb Jahren Leidenszeit – zwei Wochen vor seinem 30. Geburtstag. Er wurde auf dem Protestantischen Friedhof in Rom beerdigt.
Bach schuf vor allem Pinselzeichnungen von idyllischen, zumeist mit Menschen belebten  Landschaften. Seine Werke lassen den Einfluss von Salomon Gessner erkennen. Gegen Ende seines Lebens wandte er sich der Darstellung des Menschen zu und gestaltete historische und mythologische Szenerien. Er schuf auch Vignetten und Illustrationen zu Werken von Gottlieb Wilhelm Rabener und Christian Felix Weiße. Zu seiner Zeit war er durchaus ein anerkannter Künstler, u. a. Lessing setzte sich für ihn ein.
Größere Sammlungen seiner Werke befinden sich in Dresden und Leipzig sowie in den Kunstsammlungen der Veste Coburg, der Hamburger Kunsthalle und in der Albertina in Wien.

## Werke

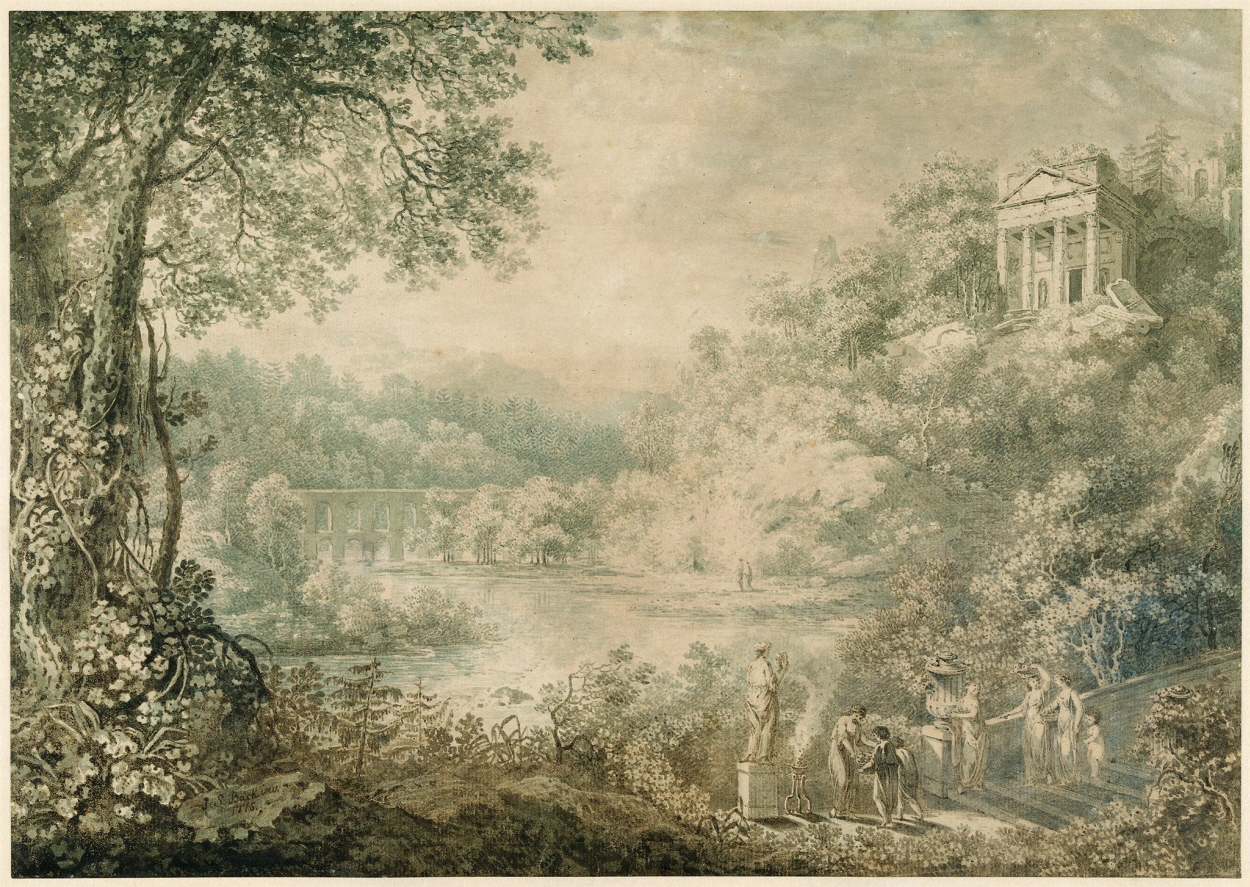
Idyllische Landschaft mit Tempel und Aquädukt
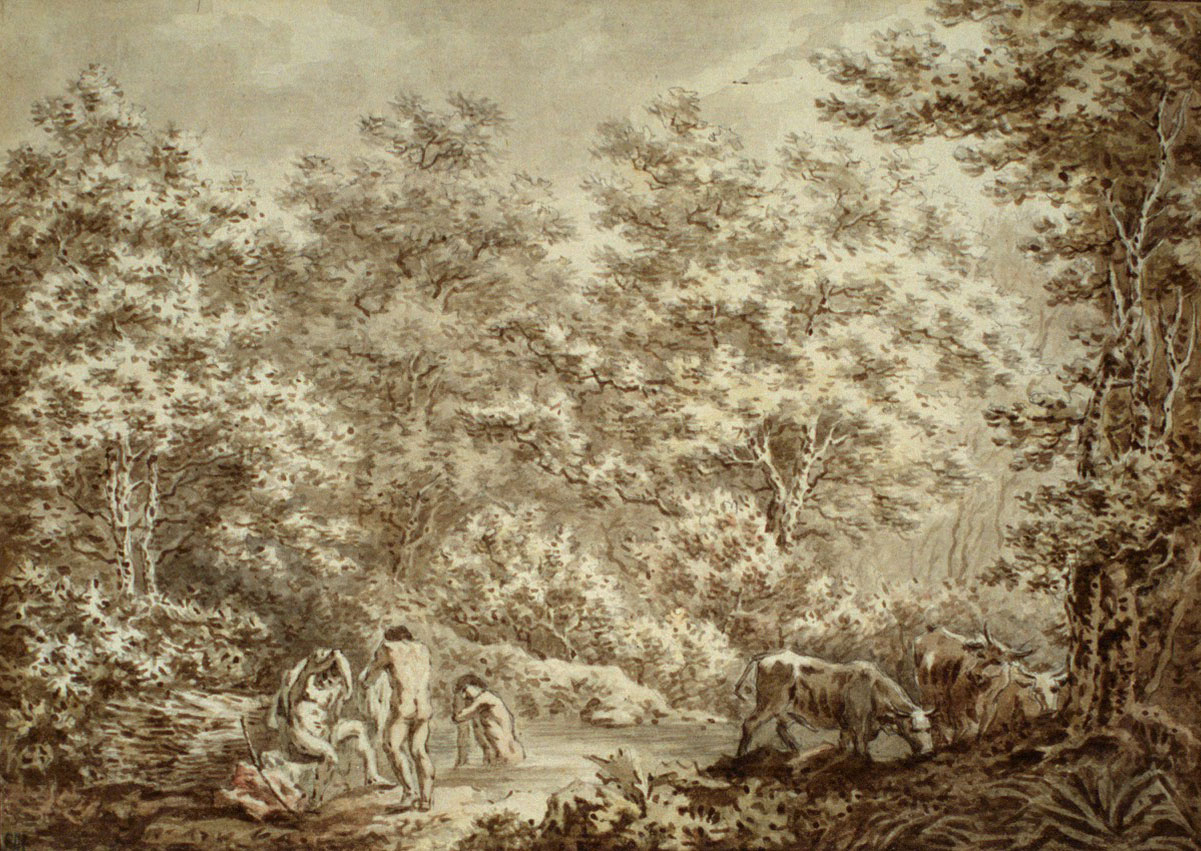
Badende Hirten in einem Wald
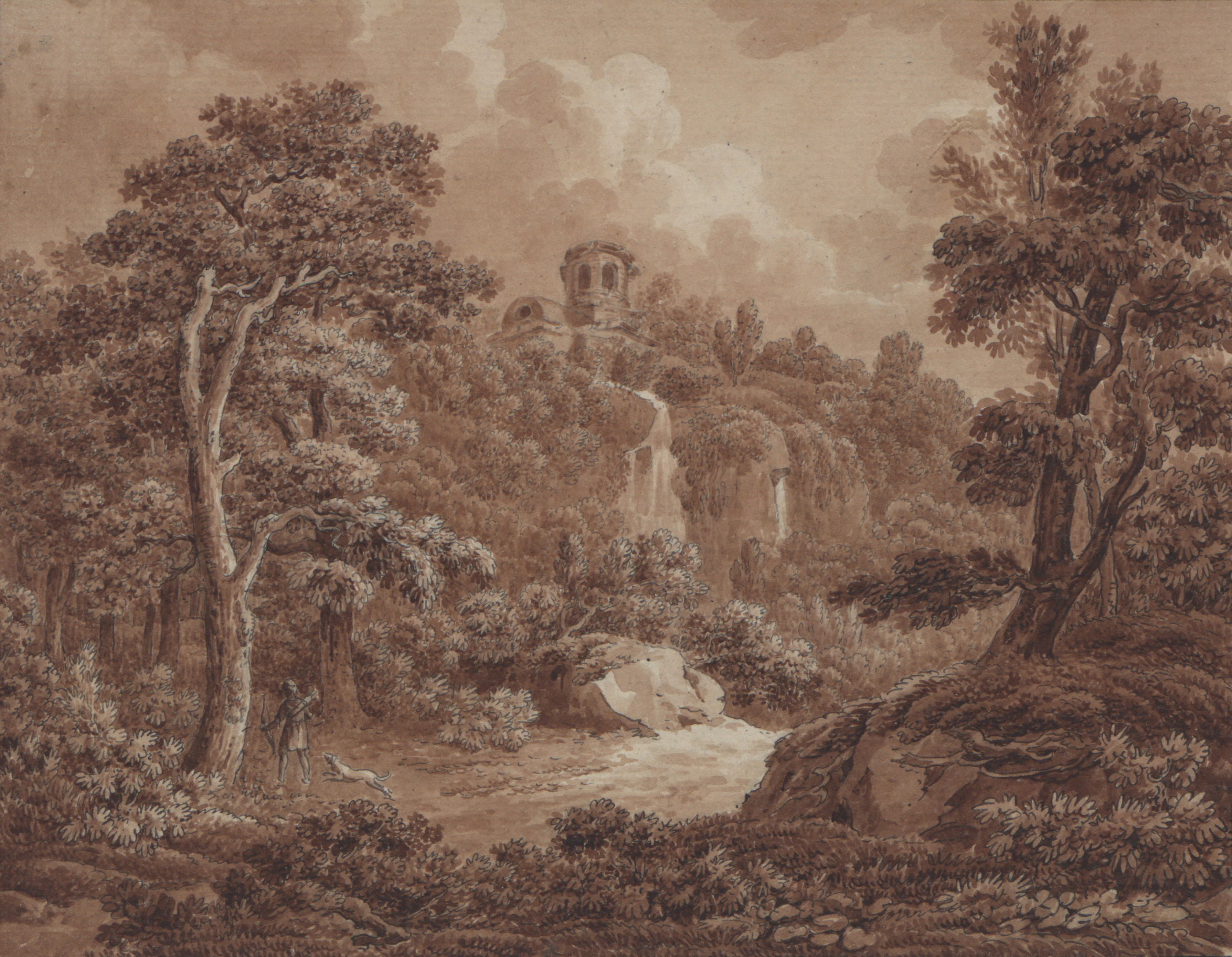
Arkadische Landschaft
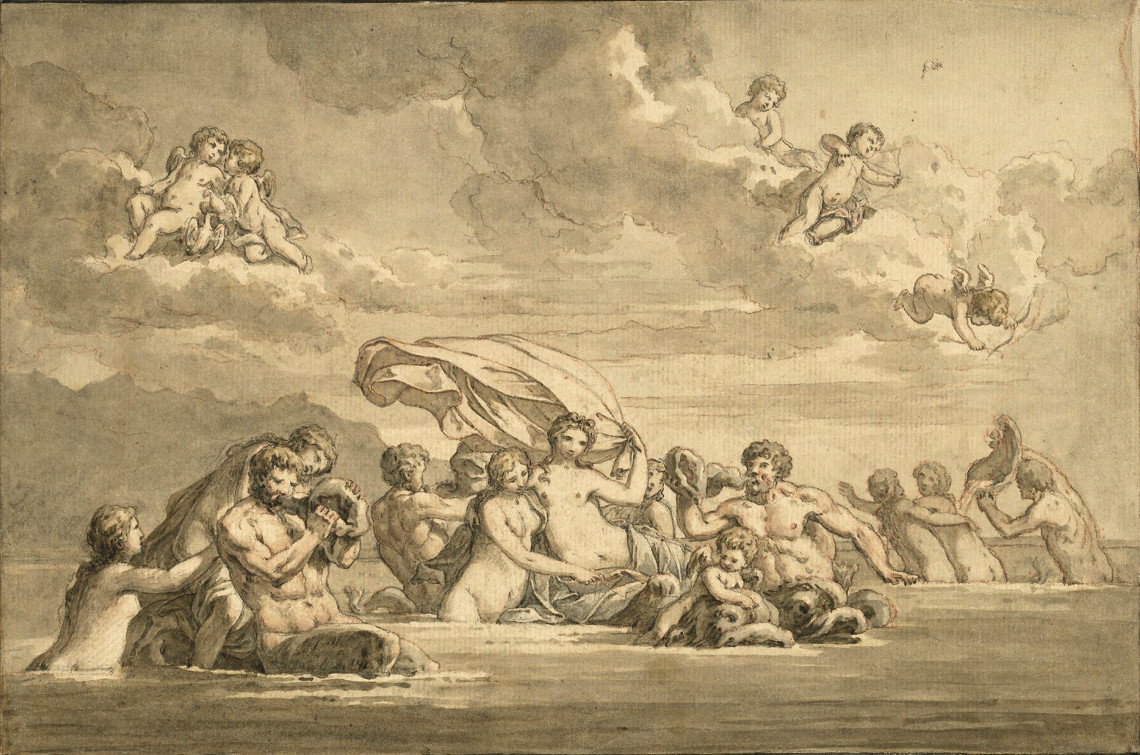
Triumph der Galathea
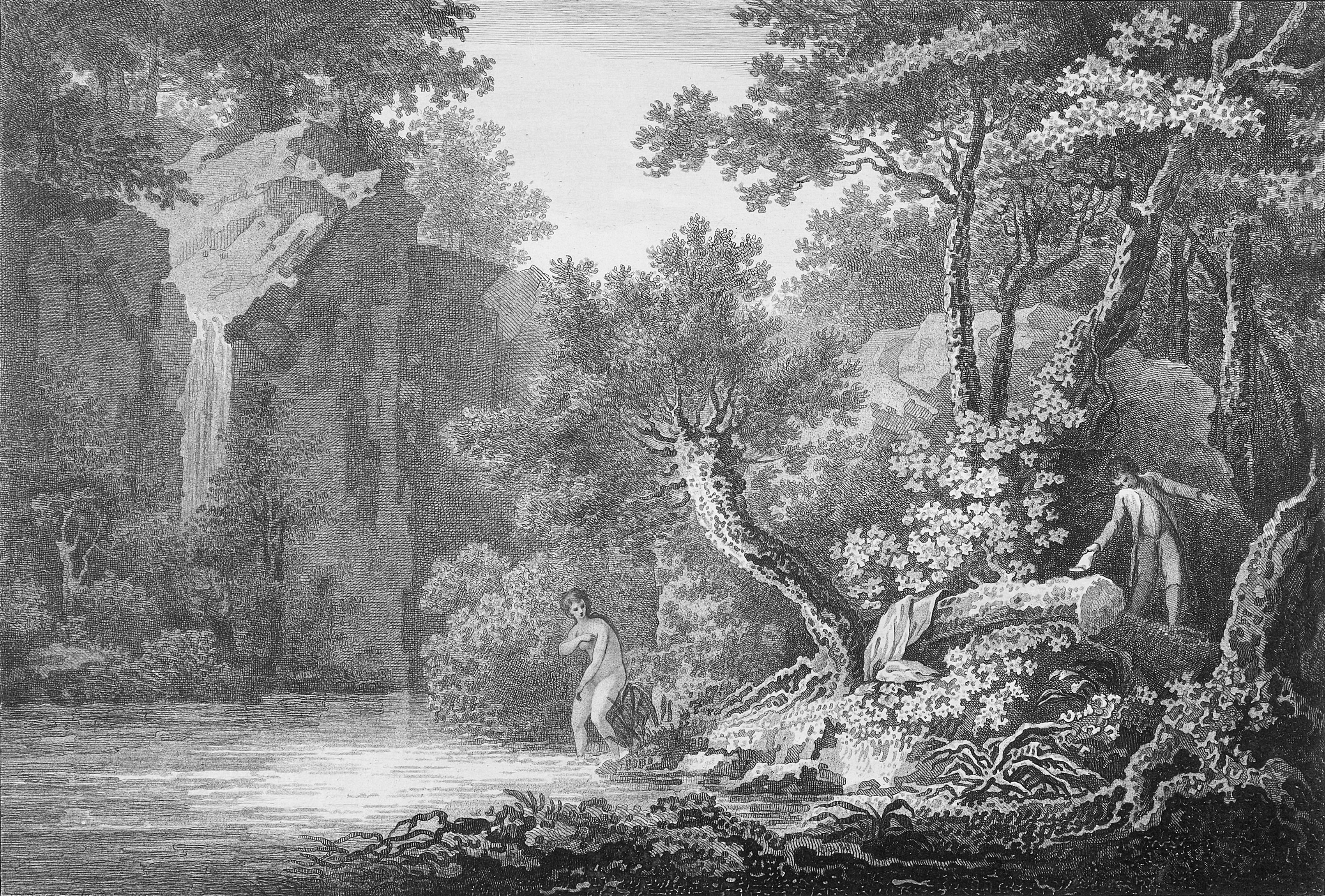
Damon und Musidora (Thomson’s Summer) (gestochen von Johann Friedrich Bause)